# Communauté de communes du pays de Guémené-Penfao
La communauté de communes du pays de Guémené-Penfao est une ancienne communauté de communes française, créée par arrêté préfectoral en date du 24 décembre 1993, située dans le département de la Loire-Atlantique et de la région des Pays de la Loire. Elle a été dissoute le 31 décembre 2007.

## Composition
La communauté de communes couvrait un territoire de 184,46 km2, peuplé de 7 413 habitants en 2007 et comportant les communes de :
- Conquereuil (1021 hab) ;
- Guémené-Penfao (4 920 hab) ;
- Massérac (581 hab) ;
- Pierric (891 hab).

## Historique
À sa création en 1993, la communauté de communes s'est d'abord appelée « Communauté de communes du Pays de Guémené » avant de prendre assez rapidement son nom définitif de « Communauté de communes du Pays de Guémené-Penfao ». 
Elle fut dissoute le 31 décembre 2007. Trois des quatre communes (Conquereuil, Guémené-Penfao et Massérac) adhérèrent dès le lendemain à la communauté de communes du pays de Redon (CCPR). La commune de Pierric intégra celle-ci un an plus tard, le 1er janvier 2009.

## Sources
- Cet article est partiellement ou en totalité issu de l'article intitulé « Communauté de communes du pays de Guémené » (voir la liste des auteurs).